# 30022 Kathibaker
A 30022 Kathibaker (korábbi nevén 2000 DZ14) a Naprendszer kisbolygóövében található aszteroida. A Catalina Sky Survey program keretein belül fedezték fel 2000. február 26-án.
A bolygót Kathi Bakerről (1954–2014) nevezték el.

## Kapcsolódó szócikk
- Kisbolygók listája (30001–30500)